# Lygromma tuxtla
Lygromma tuxtla là một loài nhện trong họ Gnaphosidae.
Loài này thuộc chi Lygromma. Lygromma tuxtla được Norman I. Platnick miêu tả năm 1978.